# Understödsvapen
Understödsvapen innebär oftast underförstått kulsprutor (KSP), bandmatade finkalibriga vapen som har möjlighet att skjuta många skott i följd i syfte att nedhålla, och nedkämpa, fienden under egen framryckning i terrängen, eller täcka tillbakaryckning.
I svenska försvaret används bl.a. Ksp 58 och Ksp 90. 
Även om en automatkarbin kan skjuta automateld så är det ineffektivt, då magasinet töms väldigt snabbt och precisionen vid automateld är dålig. Dessutom blir pipan väldigt varm under kontinuerlig eldgivning, vilket på de flesta understödsvapen hanteras genom utbytbar pipa (vilket inte finns för Försvarsmaktens vanliga automatkarbiner). Ett understödsvapen grupperat rätt kan ge stort eldövertag över fienden och med det en stor taktisk fördel.
Inom den svenska militären tilldelas understödsvapen till styrkor på gruppnivå (4-8 man).
Svenska Försvarsmaktens definition av understödsvapen är "kulsprutor, granatsprutor, granatgevär och granatkastare".